# Navojoa
Navojoa er en by og en kommune i den mexikanske delstat Sonora. Kommunen har 187.598 indbyggere, og 159.313 af dem bor i byen.

## Kendte personer fra Navojoa
- Álvaro Obregón, præsident i Mexico mellem 1920-1924
- Beatriz Adriana, sangerinde
- Valentín Elizalde, musiker

27°04′54″N 109°26′44″V / 27.0817°N 109.4456°V